# Горянка
Горя́нка — село у Мостівській сільській громаді Вознесенського району Миколаївської області України. Населення становить 169 осіб.

## Населення
За переписом населення 2001 року в селі мешкало 169 осіб.

### Мова
Розподіл населення за рідною мовою за даними перепису 2001 року:
| Мова       | Відсоток |
| ---------- | -------- |
| українська | 62,13 %  |
| молдовська | 26,04 %  |
| циганська  | 10,65 %  |
| російська  | 1,18 %   |

## Постаті
- Цибак Дмитро Петрович (1988—2023) — лейтенант збройних сил України, учасник російсько-української війни.